# Menu circulaire

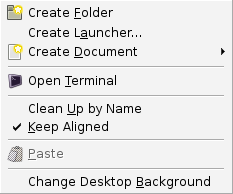
Un exemple d’un menu contextuel standard. Les choix proposés sont affichés les uns au-dessus des autres.

Dans un environnement graphique, un menu circulaire (appelé en anglais, pie menu, radial menu ou marking menu) est un menu contextuel où les choix disponibles sont affichés de façon circulaire autour du curseur de la souris plutôt que d’être affichés les uns au-dessus des autres.

## Fonctionnement
Lors de l’apparition d’un menu circulaire, le curseur de la souris est habituellement placé dans un espace vide au centre de ce menu. L’utilisateur peut alors
- déplacer le curseur vers l’option de son choix, puis cliquer pour activer l'option visée ;
- ou cliquer au centre du menu pour sortir du menu.

La sélection d’une option dans un menu circulaire est très facile avec un stylet, un joystick ou un stick analogique de console de jeu et assez facile avec une souris. La sélection d’une option est aussi très facile avec des raccourcis claviers utilisant les touches directionnelles (les 4 flèches), ou les chapeaux chinois ou les touches du pavé numérique, surtout pour les menus de 4 ou 8 éléments. 
La sélection d’une option dans un menu circulaire peut conduire à un autre menu circulaire.